# Col·legi de Navarra

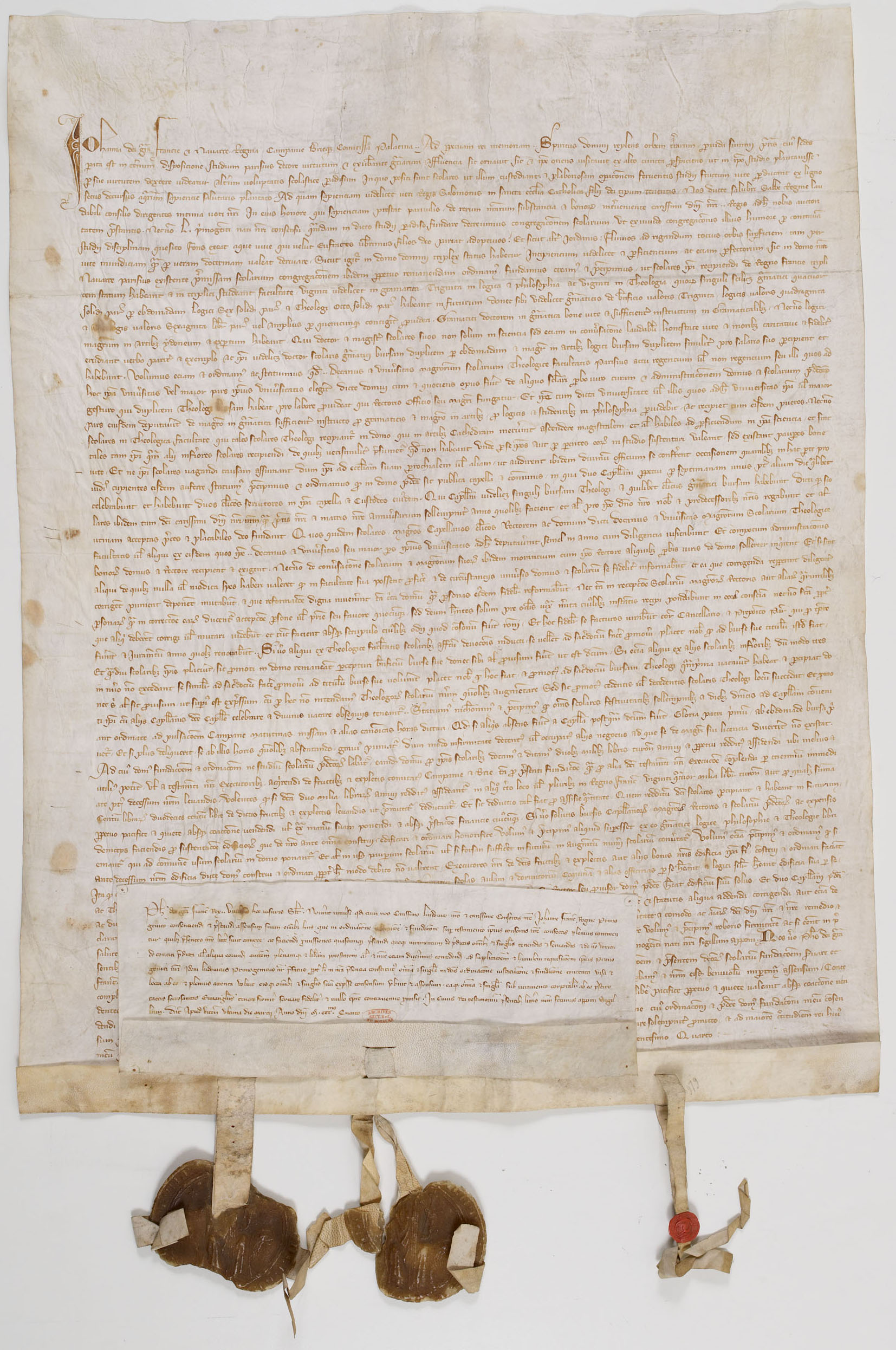
Acta fundacional del Col·legi de Navarra de París, promulgada a Vincennes el 25 de març de 1305 per Joana I, reina de França i de Navarra, esposa de Felip IV el Bell. Archives nationales: AE/II/308a ET AE/II/308b

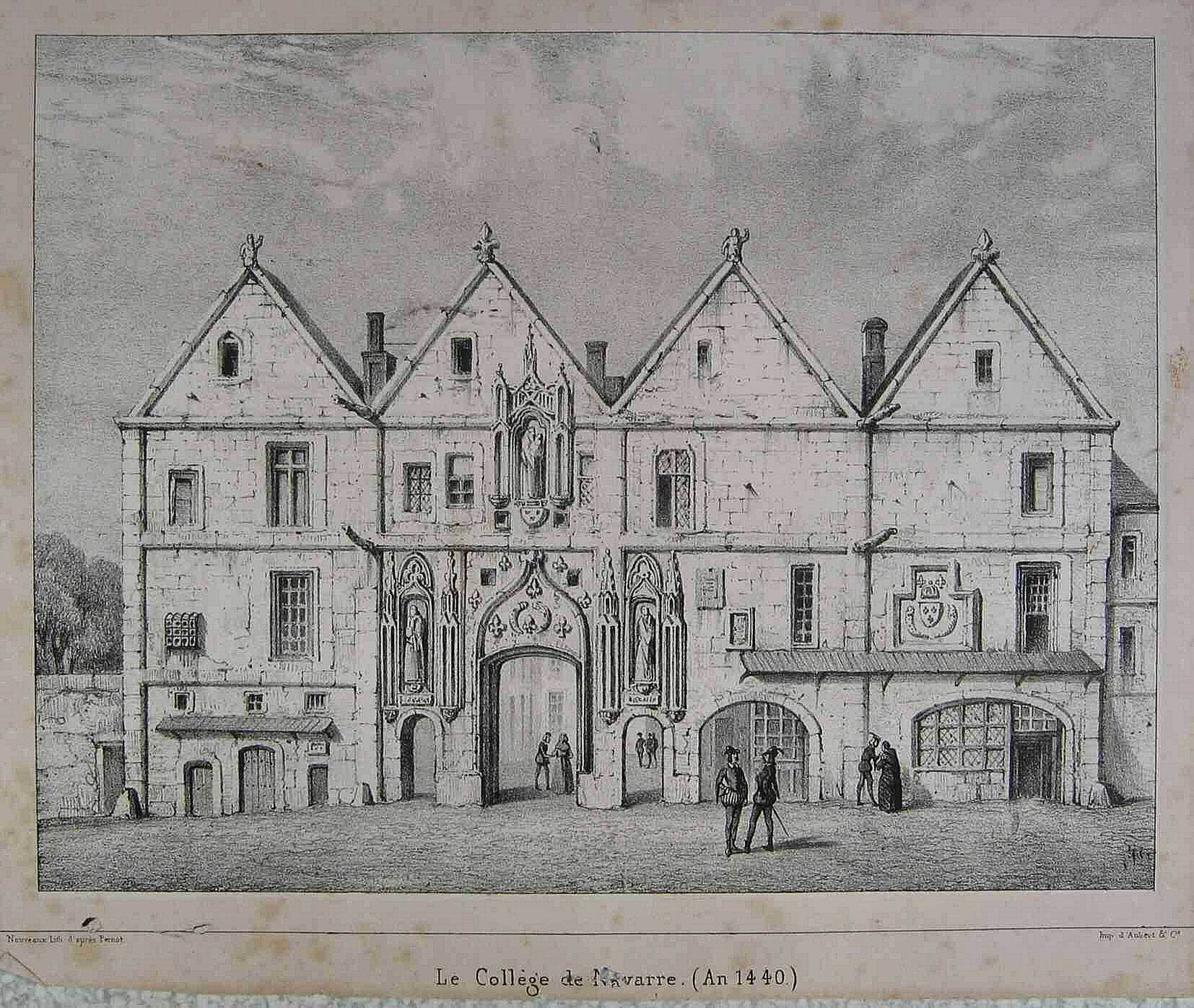
Façana del col·legi vers 1440

El Col·legi de Navarra va ser fundat el 1304 a París gràcies a Joana I de Navarra, esposa de Felip IV de França, qui va llegar la seva mansió de la Rue Saint-André-des-Arts per establir-hi una escola destinada a rebre estudiants francesos i navarresos. El col·legi va ser dissolt el 1793 per la Convenció i els seus edificis van ser aprofitats el 1805 per Napoleó per instal·lar-hi la recentment fundada École polytechnique.

## Història
Immediatament després del llegat, els marmessors, Simon Festu (bisbe de Meaux) i Gilles de Pontoise (abat de Sant Denis), decideixen vendre la mansió de la rue Saint-André-des-Arts i construir un nou edifici a la rue de la Montagne-Sainte-Geneviève i també s'encarreguen de dotar el col·legi dels seus estatuts.
L'accés, al contrari que d'altres col·legis parisencs, era obert a qualsevol francès pobre, sense condició de naixement, família o nacionalitat, que es dediqués a l'estudi de la gramàtica, de la lògica o de la teologia. El dret i la medicina no van formar mai part del seu programa d'estudis.

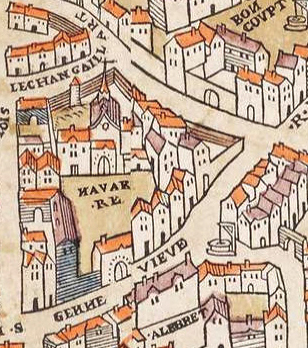
Detall del plànol de París de Truschet i Hoyau (vers 1550) amb la ubicació del col·legi.

L'establiment va ser dirigit, des dels seus orígens, per un gran mestre que supervisava els estudis dels pensionats. Sempre va conservar el patronatge reial; així, per exemple, el 1480 Lluís XI li concedí 2.000 lliures de rendes.
 Els reis Enric III, Enric IV, Lluís XIII, Lluís XIV, Lluís XV també li van concedir diversos privilegis.
La seva capella servia per atendre els oficis i serveis de la universitat de París
Durant els segles xiv i xv, el col·legi va ser molt influït pel petrarquisme i es va convertir en el bressol dels humanistes francesos.
Durant el segle xvii va tenir la seva època de màxim prestigi i el 1752 es va crear una càtedra de física experimental per ajuntar-se a les ja existents de matemàtiques, gramàtica, filosofia i teologia.
Suprimit per la Convenció el 1793, els seus edificis van ser aprofitats per Napoleó per instal·lar-hi la recentment creada École Polytechnique el 1804. Els antics edificis van anar sent demolits un darrere l'altre sota la indiferència general. El darrer en caure, després de 1860, va ser l'edifici medieval de la biblioteca.

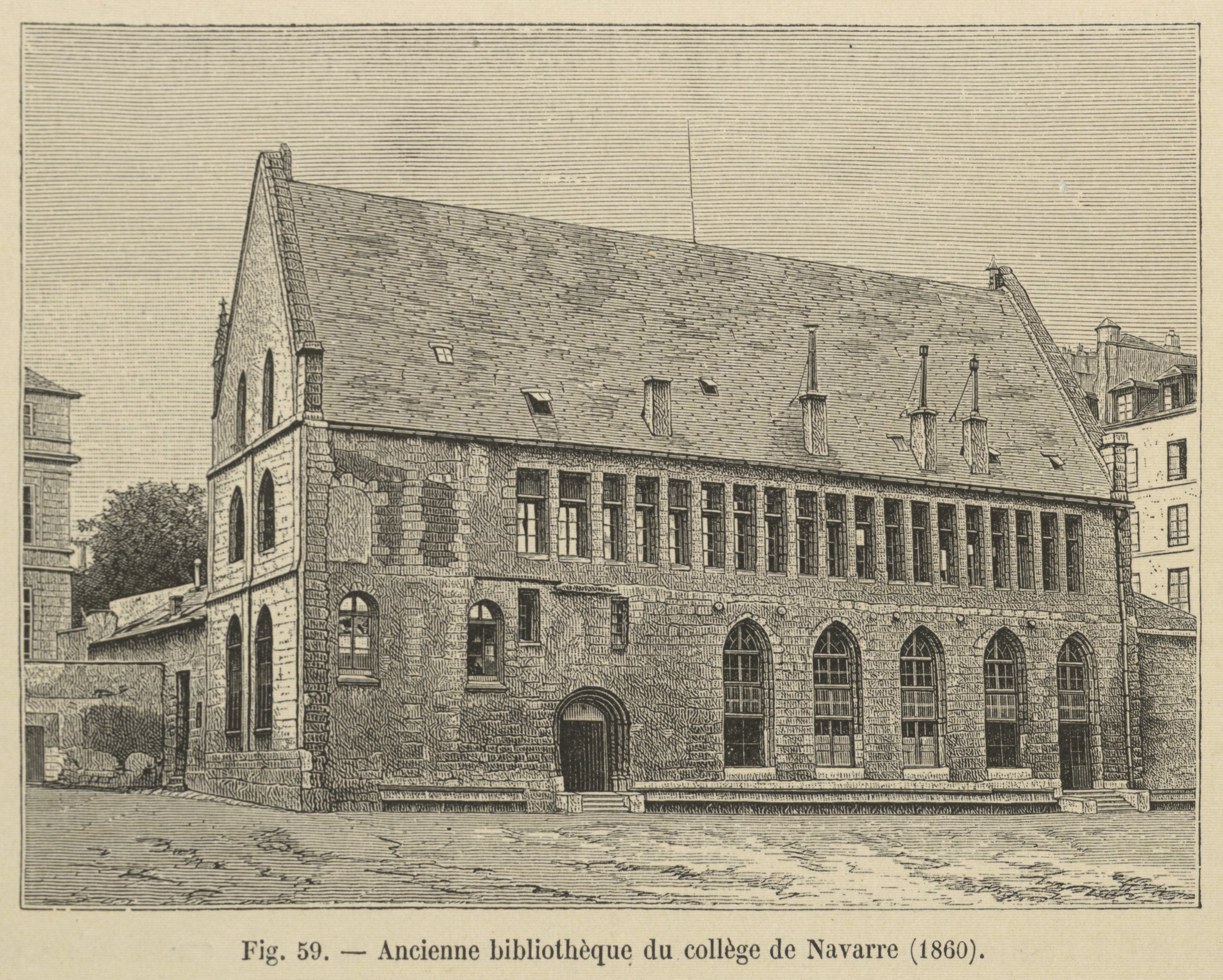
L'antiga biblioteca el 1860

### Grans Mestres i Regents
| - Julien Fleury (1647-1725) - Joan de Jandun (1285-1328) - Nicolau Oresme (1356-1382) - Pierre d'Ailly (1384-) - Jean Rolin (1481) - Mathurin Cordier (1528-15??) - Nicolas Cornet (1592-1663) | - Jean Antoine Nollet (1700-1770) - Mathurin Jacques Brisson (1721-1806) - Joseph-Marie Gros (1742-1792) - Edme-François Mallet - Adrien d'Amboise (1551-1616) - François d'Amboise (1550-1619) |

### Alumnes cèlebres
| - Philippe de Vitry (1291-1361) - Nicolau Oresme (1325-1382) - Pierre d'Ailly (1351-1420) - Jean Gerson (1363-1429) - Nicolas de Clamanges (1363-1437) - Guillaume Briçonnet (1470-1534) - Carles II d'Amboise (1473-1511) - Lluís II d'Amboise (1477-1517) - Jean Hennuyer (1497-1578) - Jacques Amyot (1513-1593) | - Pierre de La Ramée (1515-1572) - Jacques Peletier du Mans (1517-1582) - connétable de Lesdiguières (1543-1626) - Adrien d'Amboise (1551-1616) - François d'Amboise (1550- 1619) - Jean Meusnier (1552-1594) - Jacques d'Amboise (1559-1606) - Jean Louis de Nogaret de La Valette (1554-1642) - Pierre de Ronsard (1533-?) - cardinal de Richelieu (1585-1642) - Jean de Launoy (1603-1678) | - Jacques-Bénigne Bossuet (1627-1704) - Charles Étienne Louis Camus (1699-1768) - Jean Goulin (1728-1799) - Hubert Robert (1733-1808) - Jean Marie du Lau (1738-1792) - Condorcet (1743-1794) - André Chénier (1762-1794) - François de Pange (1764-1796) - Marc Antoine Jullien (1775-1848) - Jean-François de Hercé (1776-1849) - André Morellet (1727-1819) |